# موستوو
موستوو (به لاتین: Mostów) یک روستا در لهستان است که در گمینا خوشلو واقع شده‌است.